# Nubécourt
Nubécourt – miejscowość i gmina we Francji, w regionie Grand Est, w departamencie Moza.
Według danych na rok 1990 gminę zamieszkiwało 275 osób, a gęstość zaludnienia wynosiła 10 osób/km² (wśród 2335 gmin Lotaryngii Nubécourt plasuje się na 774. miejscu pod względem liczby ludności, natomiast pod względem powierzchni na miejscu 76.).